# Genocidio selknam

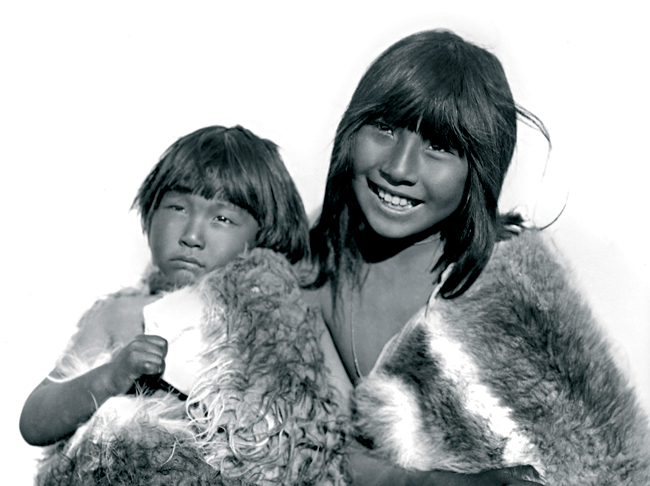
Niños selknam; fotografía de 1898 del libro Genocidio selknam.

Por genocidio selknam (genocidio selk'nam o genocidio ona) se conoce a las prácticas definidas como genocidio que ocurrieron en la segunda mitad del siglo XIX y las primeras décadas del siglo XX en contra de los selknam u onas, pueblo amerindio de la isla Grande de Tierra del Fuego. Una de las últimas representantes de este pueblo, Ángela Loij, falleció en 1974. Actualmente existen numerosos descendientes de esta etnia tanto en Argentina como en Chile.
Hacia fines del siglo XIX la isla Grande de Tierra del Fuego concitó el interés de grandes compañías ganaderas, principalmente británicas, favorecidas por los estados de Argentina y Chile a partir de criterios racistas y a través de la formación de amplias redes de corrupción que articularon a autoridades políticas, económicas y religiosas. La introducción de las gigantescas estancias ovejeras fue enfrentada por la resistencia indígena, contra la que los colonos británicos, argentinos y chilenos, desataron una guerra de exterminio. Las empresas pagaban a sus empleados, ovejeros y cazadores, por los asesinatos y capturas. Los grupos selknam del norte de la Tierra del Fuego fueron las primeras afectadas, iniciándo una migración al sur de la isla para escapar de las masacres en las tierras boscosas, poco aptas para la ganadería. Ello dio lugar a enfrentamientos entre los sobrevivientes. En busca de alternativas a la matanza, los gobiernos de Argentina y Chile entregaron tierras para el establecimiento de misiones salesianas la isla Dawson, en el estrecho de Magallanes, y en la zona de Río Grande. Los selknam que sobrevivieron a las matanzas fueron deportados a Dawson y a La Candelaria. La primera cerró luego de dos décadas, con escasos sobrevivientes y un gran cementerio poblado de cruces. Incluso dos familias selk'nam fueron expuestas en la Exposición Universal de París (1889) en la celebración por el centenario de la revolución francesa

## Antecedentes
Los selknam fueron el pueblo más numeroso de los que habitaron la isla grande de Tierra del Fuego por miles de años, hasta fines del siglo XIX.
Estudios paleontológicos y arqueológicos, indican que dicho pueblo desciende de los primeros habitantes de la actual Tierra del Fuego, cazadores-recolectores que provenían del continente americano y cruzaron hacia esta región, por entonces unida al resto de la Patagonia durante la transición entre el fin del Pleistoceno y comienzos del Holoceno.
El etnólogo Martin Gusinde, que visitó la isla hacia fines de 1918, reconoció la presencia de tres grupos selknam distribuidos en distintos espacios de la isla. El antropólogo decía que, a pesar de las diferencias de distribución territorial existía entre esos tres grupos una clara unión lingüística, racial y cultural.
Estudios recientes demuestran que los selknam se dividieron en las siguientes parcialidades:
1. párika (pamperos del norte).
2. herska (de los bosques del sur)
3. chonkoyuka (de las serranías frente a bahía Inútil), además de los haush.

### La disminución de su población en cifras

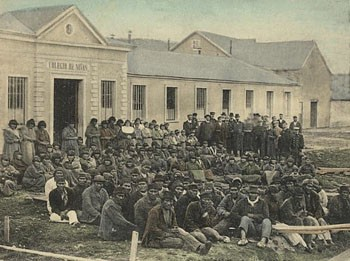
Los últimos selknam en Puerto Harris (Isla Dawson), en 1896.

Sobre el número aproximado de población selknam y sus tres parcialidades étnicas, existen dificultades serias para estimar cifras razonables, debido a la falta de estudios demográficos previos al proceso colonizador. Sin embargo, para tener una visión aproximada, Martin Gusinde estimó la población antes del proceso colonizador entre 3500 a 4000 personas. En 1887, El Boletín Salesiano estimaba unos 2000 indígenas y más tarde el padre Borgatello contaría entre 2000 y 3000 almas. En la memoria del gobernador de Magallanes Manuel Señoret (1892-1897), se precisaba que:

Cuando la Tierra del Fuego era apenas conocida se creía que el número de indios onas era muy reducido. Ahora que se ha fundado numerosas estancias y que es cruzada día a día por lo empleados de esas estancias, se ha visto que su número es mucho mayor. Se estima, siendo un cálculo muy exacto y aproximado, que no hay menos de cuatro mil indígenas de la raza ona en la grande isla de Tierra del Fuego.
Manuel Señoret, Gobernador de Magallanes entre 1892 y 1897.

Un estudio demográfico más fiable es el realizado por Esteban Lucas Bridges en 1899, donde registró la población selknam de la siguiente manera

Al sur de río Grande habitaban 250 onas repartidos en diversos puntos de la isla; en el norte, no integrados en la misión de la Candelaria, vivían unos 20 indios más. En ese mismo año hay bajo control de las misiones 163 indios en la Candelaria (de los diarios de la misión) y un máximo de 350 en Dawson. Es decir que al finalizar el siglo XIX quedaban unos 783 onas en Tierra del Fuego.
Esteban Lucas Bridges (en 1899)

Estas cifras demuestran que la población aparentemente pudo ser bastante cercana a las estimaciones de Martín Gusinde (de 3500 a 4000 en toda la isla). Existe poca claridad de la cantidad exacta de cuántos de estos indígenas murieron en los 18 años antes del inicio de la colonización, por los asesinatos, enfermedades y deportaciones. Por ejemplo en el episodio de la expedición de Ramón Lista, que en un solo enfrentamiento mató al menos 28 personas.

## Genocidio
En algún punto, las sociedades originarias eran primigenias y el espacio aún no había sido alterado en demasía. Súbitamente, Tierra del Fuego dejó de ser “ecosistémica y biodiversa naturaleza” y se convirtió en excelsa arena de una típica acumulación originaria basada en la predación salvaje y la violencia sin disimulo contra las vidas humanas y el territorio.
La llegada de argentinos, chilenos y colonos británicos al territorio selknam trajo consigo un conflicto asimétrico entre aventureros, buscadores de oro, colonos y ganaderos por un lado y los selknam por el otro. La ocupación de los territorios desató represalias por parte de los selknam, que no dudaron en defenderse atacando las majadas para expulsar a los causantes de asesinatos, violaciones y vejaciones que sufrían. El resentimiento fue un estado permanente, manifestándose con animosidad hacia los empleados de estancias, rompiendo los cercos, arreando grandes cantidades de animales, quemando casas y atacando a hombres. Pero esta actitud no logró traducirse en un verdadero ambiente bélico, por las claras desventajas materiales que poseían los selknam frente a todo el cuerpo establecido para su ataque y captura. Esta diferencia fue el elemento clave que no permitió generar una resistencia por parte de los indígenas para permanecer en sus territorios, y en consecuencia la rendición y la resignación forzada, fue una de las tantas causas para su desaparición como pueblo establecido.
Gusinde relata cómo los cazadores «enviaban los cráneos de los indios asesinados al Museo Antropológico de Londres, que pagaba cuatro libras por cabeza».

### La fiebre del oro
La expedición del chileno Ramón Serrano Montaner en 1879, fue quien informó de la presencia de importantes yacimientos auríferos en las arenas de los principales ríos de Tierra del Fuego. Con este incentivo, cientos de aventureros extranjeros llegaron a la isla con la esperanza de encontrar en tan anheladas y lejanas tierras, el sustento inicial para producir auspiciosas fortunas Sin embargo, estos sueños se verán diezmados por el rápido agotamiento del metal.
Esteban Lucas Bridges, aventurero y defensor de los indígenas, señala en su libro El último confín de la Tierra (Londres, 1948) que los onas atacaron campamentos mineros previamente al genocidio, participando en matanzas entre clanes rivales.

### Perpetradores
Entre los cazadores de indígenas se encontraban Julio Popper, Alexander McLennan, «Mister Bond», Alexander A. Cameron, Samuel Hyslop, John McRae y Montt E. Wales

#### Julio Popper

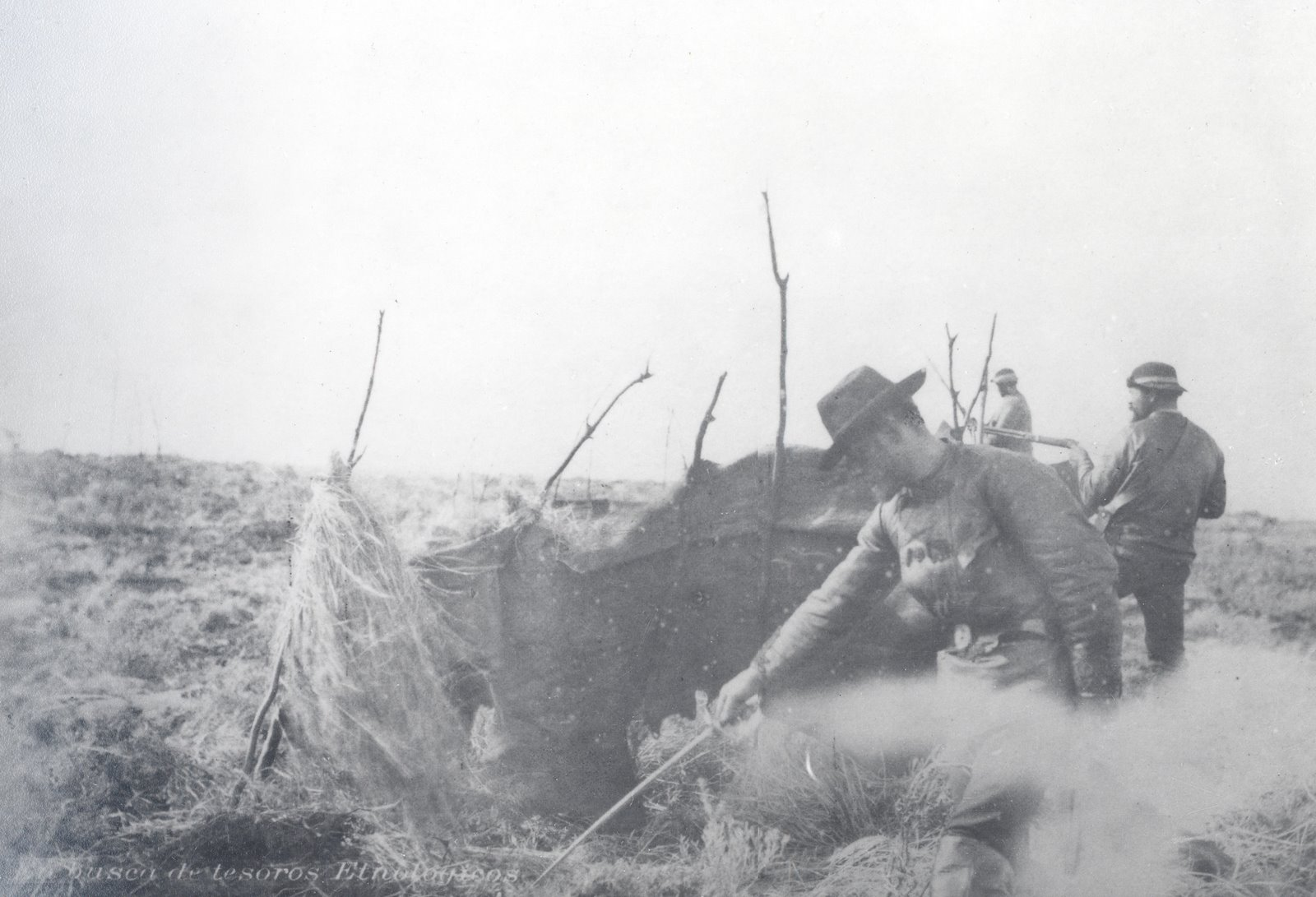
Mercenarios de Julio Popper saqueando una tienda selknam, mientras otros disparan a mansalva contra los que huyen.

Durante las expediciones mineras comenzaron los asesinatos múltiples de selknam. Uno de los líderes de estas expediciones fue el rumano Julio Popper, formado en Inglaterra, luego nacionalizado argentino, conocido por sus enfrentamientos con los selknam, a los cuales en más de una oportunidad persiguió, mató y robó sus pertenencias para formar su propia colección de objetos, los cuales exhibió en un álbum fotográfico, incluyendo en ella una secuencia completa de un ataque perpetrado por él y su contingente de mercenarios con armas de fuego, hacia tolderías indígenas en San Sebastián.
Luego de sus incursiones, presentó una conferencia el 5 de marzo de 1887 en el Instituto geográfico Argentino de Buenos Aires, sobre sus exploraciones realizadas y sobre los encuentros que tuvo con los selknam, aquí se presenta parte de dichas declaraciones:

...Corríamos tras un guanaco cuando de pronto nos hallamos frente a unos ochenta indios que, pintada la cara de rojo y enteramente desnudos, se hallaban distribuidos detrás de pequeños matorrales. Apenas los vimos una lluvia de flechas cayó sobre nosotros clavándose en torno de nuestros caballos, sin ocasionar felizmente ningún daño. En un momento estuvimos desmontados, contestando con nuestros Winchester la agresión indígena. [...] Era combate raro. Mientras hacíamos fuego, los indios, echados de boca sobre el suelo dejaban de enviar sus flechas, pero apenas cesaban nuestros disparos, oíamos nuevamente el silbido de las flechas.
Julio Popper, conferencia del 5 de marzo de 1887 en el Instituto Geográfico Argentino, en Buenos Aires

En relación con este relato, Magrassi, (1987), sostiene en su libro que Popper, junto con sus peones, se entretenían cazando selknam con escopetas y fusiles, fotografiándose con sus «piezas cobradas».

#### Ramón Lista
Contemporáneamente a la presencia de Popper en Tierra del Fuego, otra expedición auspiciada por el gobierno argentino, a cargo del oficial argentino Ramón Lista, en 1886, pasaría a la historia tras el accionar despiadado de los soldados a cargo de Lista en contra de los indígenas. Este episodio terminó con el asesinato a sangre fría de cerca de 28 selknam, en las cercanías de San Sebastián.
Finalmente, puede decirse que a estos episodios se suman otros tantos que dan cuenta de la marcada violencia con la que actuaron los mineros en contra de los indígenas y que contribuyó al exterminio de los selknam.

### Las «prácticas de tiro»
Existen testimonios que indican que durante la segunda mitad del siglo XIX y las primeras décadas del siglo XX, los barcos que pasaban por el Estrecho de Magallanes o por las costas oriental y sur de la isla realizaban prácticas de tiro utilizando como blanco a los indios onas: cuando divisaban a lo lejos una fogata, o una toldería, disparaban contra ellas. Se ignora la cantidad de víctimas que pudieron haber causado tales prácticas.
En este artículo no habla de Selknam, ni de su lugar de residencia. Sino de un grupo llamado Kawésqar ubicados en Puerto Edén, mucho más al norte y del lado del Pacífico

## Las mayores masacres
A continuación se listan las mayores masacres, todas ellas realizadas en Tierra del Fuego, en territorio argentino.

### La matanza de San Sebastián (28 muertos)
- Lugar: Playa de San Sebastián
- Fecha: 25 de noviembre de 1886

Es la primera masacre documentada, y se conoce con detalle, cuándo, dónde y cómo ocurrió pues fue cometida por un oficial argentino, en una misión de exploración, donde debía registrar su accionar en un diario de bitácora. El 25 de noviembre de 1886, el capitán Ramón Lista desembarcó en la playa de San Sebastián con el fin de explorar la región. Ese mismo día se topó con una tribu selk'nam. El capitán intentó tomarlos prisioneros, pero estos se resistieron. Lista ordenó entonces a sus hombres abrir fuego y mataron a 27 selk'nams. Un sacerdote salesiano, José Fagnano, que acompañaba a la expedición, se enfrentó a Lista y le recriminó por la matanza. Lista amenazó con hacerlo fusilar. Días después los hombres de Lista se ensañaron con un joven selk'nam al que encontraron escondido tras unas rocas, armado tan solo con su arco y su flecha: lo asesinaron de 28 balazos.

### El envenenamiento de Springhill (cerca de 500 muertos)
- Lugar: Playa de Springhill
- Fecha: Imprecisa, primera década del siglo XX

Una tribu selknam se abalanzó sobre una ballena, varada en la playa. En tan solo un día, gran parte de la tribu murió. La ballena había sido inoculada con veneno.

### La masacre de Punta Alta (25 muertos)
- Lugar: Punta Baja
- Fecha: Imprecisa, primera década del siglo XX

Una tribu ona resistió durante casi un día el asedio de los estancieros y sus empleados, hasta que sucumbieron.

### La masacre de la playa de Santo Domingo (300 muertos)
- Lugar: Playa de Santo Domingo
- Fecha: Imprecisa, primera década del siglo XX.

Alejandro McLennan invitó a una tribu selknam, a la que él había estado hostigando, a un banquete para sellar un acuerdo de paz. Durante el banquete, McLennan sirvió grandes cantidades de vino. Al comprobar que la mayoría de los indígenas se habían embriagado, en especial los hombres, McLennan se alejó del lugar y ordenó a sus ayudantes, apostados en las colinas, abrir fuego contra toda la tribu.

### El hallazgo del italiano (80 muertos)
- Lugar: Impreciso
- Fecha: Imprecisa, primera década del siglo XX

Un inmigrante italiano que recorría la isla en busca de yacimientos de oro descubrió los cadáveres de unos 80 selk'nams, todos con signos de haber sido baleados.

## El papel de las enfermedades
Cuando los europeos llegaron al Nuevo Mundo, trajeron consigo enfermedades para las cuales los indígenas estaban completamente indefensos, pues sus sistemas inmunológicos no estaban preparados para ellas. Así, la viruela, la tuberculosis y otros males causaron gran cantidad de víctimas entre la población indígena de América y, en algunos casos, la desaparición de grupos étnicos completos.

## Testimonios

### Gráficos

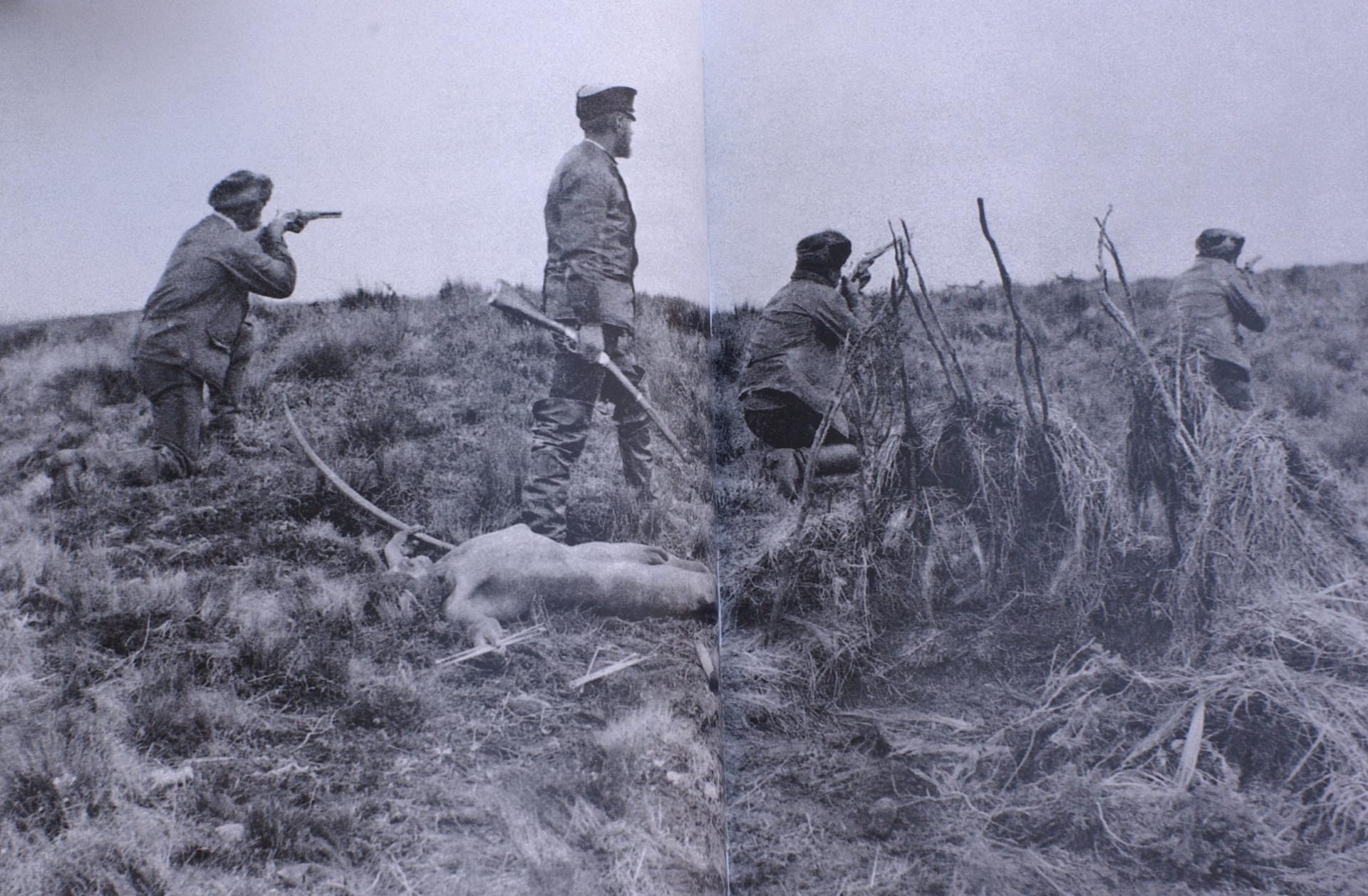
Julio Popper en una de sus incursiones. A sus pies yace un ona muerto. La foto corresponde a un álbum que Popper obsequió al presidente argentino Juárez Celman.

El rumano Julio Popper ya lo conocemos por sus correrías en pos de nuevas minas de oro. Se interesó por esta sangrienta ocupación cuando su empresa minera quedó estancada y quiso resarcirse de sus fracasos con un trabajo remunerativo al servicio de patrones cuyo vehemente anhelo era la eliminación de los aborígenes. Cuando los europeos hicieron su posición cada vez más insostenible, Popper recurrió al gobierno de Buenos Aires. Entre otras cosas, tuvo la osadía de defender con hábil charlatanería a los aborígenes, para distraer la atención de los graves cargos que se le imputaban por maltratar a sus peones, durante una conferencia pública que tuvo lugar el 27 de julio de 1891. En la misma oportunidad presentó, con espeluznantes detalles, un cuadro de las violaciones, ultrajes y asesinatos que fueron cometidos por la chusma europea. Es cierto que describió, sin tapujos, la realidad de aquellos horripilantes acontecimientos que clamaban al cielo, y también es cierta su defensa de los aborígenes: «La injusticia no está del lado de los indios... Los que hoy día atacan la propiedad ajena en aquel territorio, no son los onas, son los indios blancos, son los salvajes de las grandes metrópolis». ¡Qué graves palabras! A pesar de ellas, tuvo él considerable participación en la terrible calamidad de que «el dominio absoluto del indio Ona se ha convertido en recipiente de hombres arrojados de todos los países de Europa, en teatro del vandalismo de grupos de desertores, deportados y bandidos de todas las razas». No tuvo vergüenza de hacer fotografiar una matanza de indios durante la cual él, apuntando con su fusil, capitaneaba a sus malandrines con idénticas intenciones: en primer plano yace el cadáver de un hombre vencido, mientras que las armas se dirigen contra las mujeres y niños que huyen; él mismo observa la caída de los mortalmente heridos. El aspecto de este grupo causa estupor y espanto.
Martin Gusinde

### Periodísticos

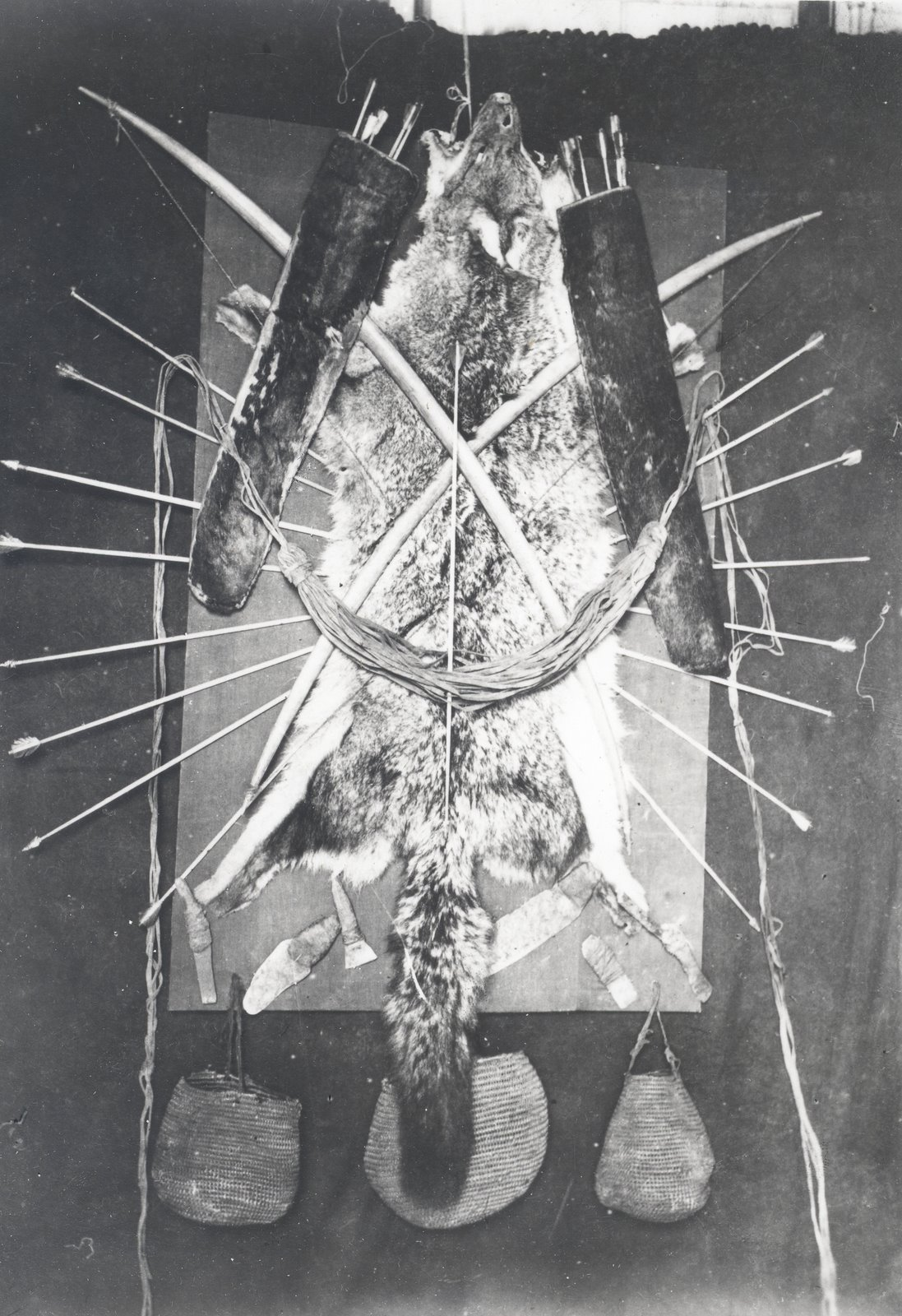
Objetos saqueados por los mercenarios de Popper a los selknam.

En 1882 el periódico londinense Daily News publicó un reportaje a un británico interesado en las posibilidades económicas de Tierra del Fuego:

It is thought that the country of Tierra del Fuego would prove suitable for cattle breeding, but the only drawback to this plan is that to all appearance it would be necessary to exterminate the Fuegians.
Se piensa que la Tierra del Fuego sería adecuada para ganadería, pero el único problema en este plan es que, según parece, sería necesario exterminar a los fueguinos [selknam].
Daily News (1882)

Antes de que se arrojaran sobre esta tierra como vampiros los así llamados civilizados, la vivienda kawyi común era el paravientos de cueros cosidos. Estos y las pieles eran raspados y pintados por dentro con akel, las mujeres confeccionaban bolsas de piel de foca para recoger agua, de juncos entretejidos para llevar objetos, y una escalerilla con suave piel ablandada para transportar e instalar a sus niños de pecho. En los siglos XVIII y XIX a los balleneros noruegos, suecos y otros, se sumaron los buscadores de pieles de guanaco y zorro, los anglosajones cazadores de pingüinos y los loberos norteamericanos. Algunos llegaron a envenenar los restos de animales que sacrificaban para obtener piel y grasa, contribuyendo así a la eliminación de nuestros nativos. Hasta 1880 entre los onas y yamanas sobrevivían alrededor de cuatro mil personas. Por entonces, los europeos comenzaron a quedarse. Uno de ellos fue Julius Popper, judío rumano, que ingresó a la masonería y organizó desde Buenos Aires una compañía para obtener oro en el sur, donde instaló varios lavaderos del metal que por Punta Arenas enviara a Hamburgo. Llegó a acuñar moneda propia y a hacer circular una estampilla privada por el correo oficial junto a sus soldados-peones yugoslavos y austríacos que hasta recibieron sueldos como policías argentinos; se entretenía en cazar Onas con escopetas y fusiles, fotografiándose con las "piezas cobradas". Capatazes y peones ingleses,escoceses, irlandeses e italianos, fueron los 'cazadores de indios' que como Mac Lennan o 'chancho colorado', pusieron el precio de una libra por testículos y senos, y media libra por cada oreja de niño. Después Menéndez Behetty utilizó el mismo sistema de exterminio con los tehuelches.
Alfredo Magrassi, en Los aborígenes de la Argentina

Esos los hizo matar Chancho Colorado (Mc Lennan el verdadero nombre) administrador de los Menéndez. Otros de los matadores lo voy a nombrar: uno era José Díaz, algo de portugués por ahí. Otro se llamaba Kovasich, yugoeslavo. Alverto Niword, era otro, son tres, Sam Ishlop y Stewart, algo de malvinero por ahí. Que yo sé, que más o menos que los conozco por mi mamá que los nombró a todos [...] y hay varios más que yo no me acuerdo.
Federico Echelaite o Echeline (de madre ona y padre noruego).

## Gestación de la gran propiedad ganadera
Los inicios de la explotación ganadera de Tierra del Fuego fueron promovidos por el Estado chileno, por medio de arrendamientos de pública subasta o bien a petición expresa a las autoridades centrales. La primera concesión recayó en la firma Wehrhahn y Compañía en 1884, en bahía Gente Grande al sur de Porvenir, con un total de 123.000 hectáreas. Más tarde se entregaría la concesión más grande conocida por la historia ganadera en Magallanes, la cual recayó en José Nogueira, quien solicitó en 1890 el arrendamiento de más de un millón de hectáreas en Tierra del Fuego, lo cual fue aceptado por medio del decreto supremo N.º 2616 del 9 de junio de 1890 por un plazo renovable de 20 años. Esta enorme concesión, sumada a la ya otorgada a Nogueira y a su cuñado Mauricio Braun, por un total de 350 mil hectáreas, se convirtieron en la base de la futura Sociedad Explotadora de Tierra del Fuego (1893), iniciada por los hermanos Braun luego de la muerte de Nogueira.
Hacia 1894 la ocupación de Tierra del Fuego abarcaba prácticamente todos los terrenos ocupados históricamente por los selknam, sus antiguos paraderos de caza, de habitabilidad, de ceremonias y de tránsito estaban condenados a desaparecer y a ser relegados al extremo meridional de la isla. Además, la llegada de los carneros precipitó la pérdida de su principal fuente alimenticia, los guanacos, que fueron presas de las armas de fuego por parte de las estancias. De esta manera, los indígenas captaron rápidamente la facilidad de acceder al guanaco blanco (las ovejas), y comenzaron a hacer suyos a estos animales. Este principal hecho fue en consecuencia el primer punto de crisis entre colonos e indígenas. La lucha no fue menor entre quienes veían en el indígena un agresor de los derechos de propiedad y el selknam que veía en el koliot (‘hombre blanco’, en idioma selk'nam) un intruso de sus ancestrales territorios.

### Comienza el exterminio selknam

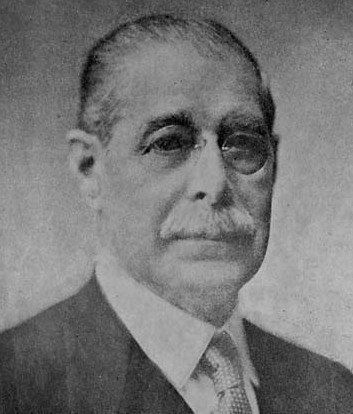
Mauricio Braun, miembro de la Sociedad Explotadora de Tierra del Fuego.

De este modo, comienza el capítulo más triste de la historia de los Selknam. La ocupación ganadera comenzó a ser centro de la polémica en la colonia magallánica, las autoridades estaban absolutamente al tanto de la situación de los indígenas, sin embargo, el criterio fue condescendiente con la causa ganadera y no con los selknam. Notoriamente la mentalidad de la época era una realidad que aunque dolorosa no contemplaba la inclusión del mundo indígena a un paradigma fundamentado bajo los criterios del «progreso» y la «civilización». Así, los empresarios ganaderos actuaron siempre bajo su propio criterio financiando campañas genocidas, para lo cual se contrataron a numerosos hombres, extranjeros en su mayoría, importándose considerables cantidades de armamentos, cuyo objetivo era hacer desaparecer bajo cualquier costo a los selknam. Un costo que en la mente de estancieros y hombres de negocios era lógico, pues eran, en buenas cuentas, el principal obstáculo para el éxito de sus inversiones. La veracidad de los acontecimientos fue ratificada por los propios empleados de estancia, quienes más tarde, al ser sometidos a un proceso judicial, confirmaron que las expediciones en contra de los indígenas eran prácticas más usuales de lo que muchos pensaban.
Si bien son conocidos los nombres de algunos de quienes actuaron en las excursiones de exterminio, poco se ha mencionado a los autores intelectuales de dichas acciones: los propietarios ganaderos, jefes directos de los empleados que participaron en las incursiones. Estos nombres corresponden a Mauricio (Moritz) Braun, quien reconoció haber financiado algunas campañas, excusándose en que estas solo tenían la intención de proteger sus inversiones (era jefe directo de otro conocido cazador, Alexander A. Cameron). También el suegro de Moritz Braun, José Menéndez Menéndez, fue uno de los hombres que actuó con mayor severidad en contra de los indígenas en Tierra del Fuego. Este personaje conocido por ser propietario de dos estancias que ocupaban más de doscientas mil hectáreas en el centro del territorio selknam, fue jefe del famoso cazador de indígenas Alexander Mac Lennan conocido como «Chancho Colorado», quien participó en la triste matanza de Cabo Peñas, donde habrían muerto cerca de 17 indígenas. Cuando se retiró, tras doce años de servicios, Menéndez le regaló a Mac Lennan un valioso reloj de oro en reconocimiento de sus valiosos servicios.
Las acciones emprendidas por los accionistas de la Sociedad Explotadora de Tierra del Fuego actuaron siempre intentando ocultar los hechos a la opinión pública. Era el medio de evitar el cuestionamiento por parte de la sociedad de entonces y al mismo tiempo una estrategia para bajar el perfil a una larga polémica que fue conocida por el país entero. Especial atención cobraron estos acontecimientos luego de la intervención de los salesianos, quienes no dudaron en reprobar el actuar de los estancieros. Pero esta parte corresponde a otra larga historia, que está discutida con mayor profundidad en el trabajo de tesis de donde proviene este artículo.
De esta forma, la situación de los selknam a partir de la década de los 90 del siglo XIX se tornó particularmente aguda; por un lado, los territorios del norte comenzaron a ser ocupados masivamente por las estancias y muchos indígenas, asediados por el hambre y la persecución de los blancos, comenzaron a huir hacia el extremo meridional de la isla, lugar habitado por grupos que tenían un fuerte sentimiento de pertenencia hacia ese territorio. En consecuencia, las luchas por el control del espacio se hicieron cada vez más intensas y la resistencia se acrecentó en la medida que la ocupación ganadera se hacía efectiva en el norte de la isla. El escenario para los selknam se agudizará notoriamente una vez establecidas las misiones religiosas, donde las enfermedades fueron responsables de aniquilar al resto de la población que logró salir con vida de los enfrentamientos con los blancos.

Más tarde, otros conflictos entre el gobernador Manuel Señoret y el jefe de las misiones salesianas José Fagnano no hicieron más que agudizar la condición de los indígenas. Las largas disputas entre autoridades civiles y los sacerdotes no permitieron concretar un consenso que lograra encontrar una solución satisfactoria al tema indígena. Según los archivos consultados por esta tesis, el gobernador Señoret estuvo siempre a favor de la causa ganadera, lo cual quedó en evidencia frente a su desinterés por fiscalizar los episodios que se desarrollaban en Tierra del Fuego. Sin duda que, siendo la máxima autoridad civil en la zona, no tuvo voluntad de evitar las matanzas que eran de público conocimiento.

### Juicio por genocidio

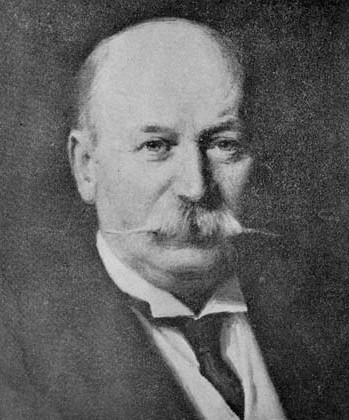
Peter H. Mc Clelland, cofundador y Presidente del Directorio de la Sociedad Explotadora de Tierra del Fuego.

Años más tarde, la justicia intentó hacerse parte del conflicto por medio de un sumario (1895-1904) seguido por el juez Waldo Seguel. Este proceso dejó en evidencia que las cacerías perpetradas en Tierra del Fuego no formaban parte de un mito popular y que las capturas masivas de indígenas sacados por la fuerza para ser trasladados hacia Punta Arenas, con el objeto de distribuirlos dentro de la colonia, fueron también parte de las acciones que las autoridades civiles en complicidad con los ganaderos tomaban como solución al tema indígena.
Sin embargo, el proceso judicial solo culpó a algunos operarios de estancia, quienes quedaron libres prácticamente a los pocos meses del juicio, mientras que los autores intelectuales, es decir los dueños y los accionistas de las estancias —Mauricio Braun, José Menéndez, Rodolfo Stubenrauch y Peter H. Mac Clelland, entre otros, además de la responsabilidad del gobernador Señoret y de funcionarios como José Contardi, quienes tenían la obligación de velar por el cumplimiento de la ley— nunca fueron debidamente procesados.[cita requerida] En el libro Vejámenes inferidos a los indígenas de Tierra del Fuego, del Autor Carlos Vega Delgado, queda en evidencia que el juez Waldo Seguel encubrió a los ganaderos culpables del genocidio, dejando la falsa constancia de que no podía tomar declaración a los testigos selk nam del genocidio, por no existir traductores, pese a que varios sacerdotes de la misiones salesianos y hermanas de María Auxiliadora habían aprendido el dialecto nativo en las misiones, y a que existían selknams hispano parlantes como Tenenésk, Covadonga Ona, e incluso un diácono de la Iglesia Catedral

## Declive de la etnia selknam
Finalmente, luego de los enfrentamientos directos, se envió a todos los indígenas supervivientes a la misión de Dawson. En aquella apartada isla, los indígenas sucumbieron rápidamente frente al avasallador avance de la colonización. A las innumerables mermas de población ocasionadas por las verdaderas cacerías de que fueron objeto a manos de las estancias, debía agregarse los estragos provocados por el contagio de diversas enfermedades, las que en definitiva terminaron por ocasionar un daño tanto o mayor que las cacerías humanas dirigidas. De acuerdo a los datos de las fuentes, más de 1500 almas en tan solo cuarenta años murieron a causa de contagios y proliferación de enfermedades propias de las poblaciones colonizadoras. En 1974 falleció en Argentina Angela Loij, considerada por algunos «la última selknam», calificativo que también se le ha dado a otras personas. En el territorio argentino de Tierra del Fuego viven varias familias selknam en la comunidad indígena Rafaela Ishton y en Chile existen personas que aseguran tener ascendencia selknam y piden ser reconocidos como integrantes de un pueblo indígena.

## El genocidio selknam en la literatura
Entre las obras literarias que han tratado este genocidio se encuentran:
- El último confín de la Tierra (1951; como Uttermost Part of the Earth en 1948), memorias del argentino Lucas Bridges.
- La Patagonia trágica (1957), de José María Borrero.
- Solo el viento (1964), colección de cuentos del chileno Enrique Campos Menéndez.
- Cazadores de indios, edición revisada de Rastros del guanaco blanco (1980), novela del chileno Francisco Coloane.[39]
- Latitude austral (1991) del español Xavier Alcalá.[cita requerida]
- El corazón a contraluz (1996), novela del chileno Patricio Manns.[40]
- Los indios de Tierra del Fuego: resultado de mis cuatro expediciones en los años 1918 hasta 1924, organizadas bajos los auspicios de Ministerio de Instrucción Pública de Chile por Martin Gusinde.
- Los espíritus selknam (2003), de las chilenas Constanza Recart y Ana María Pavez.
- Raptados (2011), novela gráfica de los chilenos Álvaro ''Huevo'' Díaz y Omar Campos Oniri.
- Menéndez, rey de la Patagonia (2014), del español José Luis Alonso Marchante.
- Selk'nam: Genocidio y resistencia (2019), del español José Luis Alonso Marchante.
- Selk'nam: Fragmentos de un exterminio (2021), cómic documental de Carlos Reyes y Rodrigo Elgueta.

## En el cine
- Tierra del fuego (2000), dirigida por Miguel Littin
- Blanco en blanco (2019), dirigida por Théo Court
- Los colonos (2023), dirigida por Felipe Gálvez